# René Nulens
Renè Nulens (Anversa, 21 maggio 1868 – Liegi, 19 agosto 1924) è stato un ciclista su strada e pistard belga.

## Carriera
Si aggiudicò un'edizione del Giro di Anversa nel 1897, ed è noto soprattutto per aver partecipato alle prime tre edizioni della Liegi-Bastogne-Liegi nel 1892, 1893 e 1894, dove ottenne un terzo posto nel 1894.
Ottenne diverse vittorie e piazzamenti nelle corse dell'epoca eroica del ciclismo, tra cui la Anversa-Bruxelles-Anversa del 1897.

## Palmarès (parziale)
- 1897

Giro di Anversa

## Piazzamenti

### Classiche monumento
- Liegi-Bastogne-Liegi

1892: 23º
1893: 27º
1892: 3º